# François Le Lionnais
François Le Lionnais (Parijs, 3 oktober 1901 - Boulogne-Billancourt, 13 maart 1984) was een Franse wiskundige en scheikundig ingenieur. Hij was het best bekend als de oprichter van de literaire beweging Oulipo.
Le Lionnais is geboren in Parijs en schreef in de jaren 20 DaDa-poëzie. Toen hij 26 jaar was werd hij directeur van ‘Forges d’Anqiny’, een industrieel bedrijf. Tijdens de Tweede Wereldoorlog was hij actief bij de Franse verzetsbeweging. Vervolgens werd hij benoemd tot directeur van algemene studies aan de École Superieure de Guerre en daarna werd hij hoofd van de afdeling Onderwijs en verspreiding van wetenschap bij de UNESCO in de vroege jaren 1950.
Hij was (samen met Louis de Broglie en zijn goede vriend Jacques Bergier) medeoprichter en voorzitter van de l'Association des Écrivains Scientifiques de France (in eerste instantie gefinancierd door de UNESCO). Hij werd ook lid van het Raadgevend Comité van de wetenschappelijke tak van de Academie van Wetenschappen en de studie van de Franse technische termen. Hij was ook wetenschappelijk adviseur van de Commissie Restauratie Kunstwerken van de Franse nationale musea en technisch deskundige bij de Indiase Raad voor Wetenschappelijk Onderzoek.
In 1952 richtte hij samen met Jacques Bergier de Prix Kalinga-UNESCO op.
Samen met Raymond Queneau richtte hij Oulipo op in 1960. Dit breidde hij later uit met soortgelijke organisaties (OuXPo) zoals: Oulipopo (detective fictie), Oumupo (muziek), Oupeinpo (schilderen), Oucinépo (film), en Oucuipo (koken).
In 1984 stierf hij en liet een bibliotheek van bijna 30.000 boeken na, waarvan een tiende gewijd was aan schaken.